# شومه، دانیلوگراد
شومه (صربی: Шуме) یک منطقه مسکونی در مونته‌نگرو است که در شهرداری دانیلوگراد واقع شده‌است. شومه ۳۷ نفر جمعیت دارد.